# Сечеле I
Сечеле I (*1810/1812 — 1892) — кгосі (володар) баквена-цвана в 1831—1892 роках.

## Життєпис
Син кгосі Моцваселе II. Народився між 1810 та 1812 роками. У 1822 році після загибелі батька владу захопили його стрийки, що поділили землі баквена. Сечеле з деякими родичами втік до пустелі Калахарі. Згодом приєднався до племена бамангвато, де оженився на доньці вождя Кгарі.
Близько 1831 року повалив одного із стрийків, захопивши владу в половині баквена. Протягом 1830-х років мав численні сутички проти племені бамангвато.
1847 року прийняв шотландського місіонера й мандрівника Девіда Лівінгстона, якому дозволив створити місію біля річки Колобенг. Навчившись читати й писати, також заохочував своїх близьких до цього. Синів відправив навчатися до місіонера Роберта Моффата.
Разом з тим Сечеле I мав конфлікт з Лівінгстоном щодо багатоженства. бажаючи прийняти християнство кгосі вимушен був розлитися з 4 своїми дружинами. У 1848 році він хрестився.
На заклик Лівінгстона відправив стрийкові, що володів іншою половиною земель баквена, в якості подарунку порох. Але той з підозрою до цього поставивсЯ, наказавши підпалити пакунок, але внаслідок вибуху він загинув. Це дозволило Сечеле I об'єднати баквена.
Після відбуття Лівінгстона на північ Сечеле I очолив місіонерську діяльність, спираючись лише на Біблію. Він прагнув виробути власний варіант християнства, спираючись на традиції цвана. Також активно поширював християнство серед інших племен цвана, а також шона та матабеле.
Невдовзі почали погіршуватися відносини з бурськими республіками, що намагалися розширити свої володіння. 1852 року під вприводом втечі рабів з племені бахурутше бурський загін вдерся на землі баквена, спалив місію Колобенг, а потім підійшов до поселення Дімаве. Сюди підійшов Сечеле I, до його доєдналися племена балете і батлоква. В результаті бурам було завдано рішучої поразки.
Але скарги на дії бурів до губернатора Капської колонії не мали результату. Тоді Сечеле I вирішив їхати до британської королеви Вікторії, але дістався лише Кейптауну, оскільки у нього закінчилися кошти. 
1857 року допоміг маченгу повалити Секгому I й стати кгосі бамангвато. 1872 року надав загони Кхамі для повалення Маченга. 1875 року відбив потужний напад племен батлоква та бакгатла на свої володіння.
1885 року разом з кгосі Кхамою III і Батоеном I звернувся до Великої Британії з проханням про захист. Втім проти встановлення проекторату виступив Сесіль Родс, який вимагав відкрити ці землі для вільного викорситання приватними компанія. Зрештою 31 березня за рішення британського уряду територія на південь від річки Молопо стала Колонією Бечуаналенд, територія на північ від річки — Протекторатом Бечуаналенд.
Помер 1892 року. Йому спадкував Себеле I.